# ليون هاردن
ليون هاردن (بالإنجليزية: Leon Harden)‏ هو لاعب كرة قدم أمريكية أمريكي، ولد في 17 أغسطس 1947 في كانساس سيتي في الولايات المتحدة.